# Флаги Тульской области
Список флагов муниципальных образований Тульской области Российской Федерации.
На 1 января 2020 года в Тульской области насчитывалось 103 муниципальных образования — 7 городских округов, 19 муниципальных районов, 23 городских поселения и 54 сельских поселения.

## Флаги городских округов
| Флаг       | Наименование                                  | Дата утверждения              | Номер в ГГР |
| ---------- | --------------------------------------------- | ----------------------------- | ----------- |
|            | Флаг муниципального образования город Тула    | 21 марта 2001 27 апреля 2016  | 1905        |
|            | Флаг муниципального образования город Алексин | 15 марта 1999 29 июня 2006    | 447         |
|            | Флаг муниципального образования город Донской | 26 июня 2003 29 сентября 2011 | 1262        |
| нет данных | Флаг муниципального образования город Ефремов |                               |             |

| Флаг | Наименование                                                  | Дата утверждения         | Номер в ГГР |
| ---- | ------------------------------------------------------------- | ------------------------ | ----------- |
|      | Флаг муниципального образования город Новомосковск            | 27 мая 2002 24 июля 2009 |             |
|      | Флаг муниципального образования рабочий посёлок Новогуровский | 18 мая 2020              | 13211       |
|      | Флаг муниципального образования Славный                       | 12 октября 2010          | 6473        |

## Флаги муниципальных районов
| Флаг | Наименование                                       | Дата утверждения | Номер в ГГР |
| ---- | -------------------------------------------------- | ---------------- | ----------- |
|      | Флаг муниципального образования Арсеньевский район | 31 января 2020   | 12993       |
|      | Флаг муниципального образования Белёвский район    | 28 апреля 2004   | 1494        |
|      | Флаг муниципального образования Богородицкий район | 20 августа 2009  | 5724        |
|      | Флаг муниципального образования Венёвский район    | 10 июня 2020     | 13020       |
|      | Флаг муниципального образования Воловский район    | 28 мая 2010      | 6368        |
|      | Флаг муниципального образования Дубенский район    | 20 апреля 2000   | 633         |
|      | Флаг муниципального образования Заокский район     | 30 сентября 2009 | 5726        |
|      | Флаг муниципального образования Каменский район    | 4 апреля 2017    | 11378       |
|      | Флаг муниципального образования Кимовский район    | 24 июня 2004     | 1506        |
|      | Флаг муниципального образования Киреевский район   | 1 марта 2000     | 639         |

| Флаг       | Наименование                                           | Дата утверждения          | Номер в ГГР |
| ---------- | ------------------------------------------------------ | ------------------------- | ----------- |
|            | Флаг муниципального образования Куркинский район       | 25 апреля 2006            | 2308        |
|            | Флаг муниципального образования Одоевский район        | 7 февраля 2020            | 12994       |
|            | Флаг муниципального образования Плавский район         | 28 сентября 2006          | 2569        |
|            | Флаг муниципального образования Суворовский район      | 27 февраля 2006           | 2260        |
|            | Флаг муниципального образования Тёпло-Огарёвский район | 27 июля 2005              | 1954        |
|            | Флаг муниципального образования Узловский район        | 17 июня 2002 21 июля 2015 | 995         |
|            | Флаг муниципального образования Чернский район         | 27 декабря 2010           | 6784        |
|            | Флаг муниципального образования Щёкинский район        | 24 июня 2009              | 5014        |
| нет данных | Флаг муниципального образования Ясногорский район      |                           |             |

## Флаги городских поселений
| Флаг | Наименование                                                                   | Дата утверждения             | Номер в ГГР |
| ---- | ------------------------------------------------------------------------------ | ---------------------------- | ----------- |
|      | Флаг муниципального образования город Богородицк Богородицкого района          | 24 июня 2002 27 августа 2009 | 1060        |
|      | Флаг муниципального образования город Болохово Киреевского района              | 2 марта 2009                 | 4952        |
|      | Флаг муниципального образования город Кимовск Кимовского района                | 28 сентября 2007             | 3713        |
|      | Флаг муниципального образования рабочий посёлок Первомайский Щёкинского района |                              | 5820        |

| Флаг | Наименование                                                      | Дата утверждения | Номер в ГГР |
| ---- | ----------------------------------------------------------------- | ---------------- | ----------- |
|      | Флаг муниципального образования город Советск Щёкинского района   | 6 мая 2014       | 9478        |
|      | Флаг муниципального образования город Суворов Суворовского района | 18 апреля 2014   | 9515        |
|      | Флаг муниципального образования город Узловая Узловского района   | 18 декабря 2013  | 9146        |
|      | Флаг муниципального образования город Щёкино Щёкинского района    | 24 апреля 2008   | 4280        |

## Флаги сельских поселений
| Флаг | Наименование                                                   | Дата утверждения | Номер в ГГР |
| ---- | -------------------------------------------------------------- | ---------------- | ----------- |
|      | Флаг муниципального образования Крапивенское Щёкинского района | 1 июля 2015      | 10715       |
|      | Флаг муниципального образования Страховское Заокского района   | 27 января 2012   | 7561        |

## Флаги упразднённых муниципальных образований
| Флаг | Наименование                                                  | Дата утверждения | Номер в ГГР | Примечания |
|      | Флаг муниципального образования Ленинский район               | 15 июня 2000     | 641         | Законом Тульской области от 11 июня 2014 года № 2133-ЗТО, муниципальное образование Ленинский район утратило статус муниципального образования в связи с объединением с муниципальным образованием город Тула. |
|      | Флаг муниципального образования Кудашевское Кимовского района | 21 октября 2011  | 7347        | Законом Тульской области от 1 апреля 2013 года № 1898-ЗТО, муниципальные образования Кудашевское, Новольвовское и Пронское объединены в муниципальное образование Новольвовское Кимовского района.             |